# Пекарівська сільська рада (Сосницький район)
Пе́карівська сільська́ ра́да — адміністративно-територіальна одиниця та орган місцевого самоврядування в Сосницькому районі Чернігівської області. Адміністративний центр — село Пекарів.

## Загальні відомості
Пекарівська сільська рада утворена у 1919 році.
05.02.1965 Указом Президії Верховної Ради Української РСР передано Конятинську та Пекарівську сільраду Коропського району до складу Сосницького району.
- Територія ради: 49,735 км²
- Населення ради: 1 002 особи (станом на 2001 рік)

## Населені пункти
Сільській раді підпорядковані населені пункти:
- с. Пекарів
- с. Кнути
- с. Костирів
- с. Синютин

## Склад ради
Рада складається з 12 депутатів та голови.
- Голова ради: Труба Володимир Михайлович
- Секретар ради: Кошіль Валентина Володимирівна

### Керівний склад попередніх скликань
| Прізвище, ім'я, по батькові | Основні відомості                                                                     | Дата обрання | Дата звільнення |
| --------------------------- | ------------------------------------------------------------------------------------- | ------------ | --------------- |
| Попела Микола Іванович      | Сільський голова, 1950 року народження, освіта незакінчена вища, член Народної партії | 26.03.2006   | 31.10.2010      |
| Попела Микола Іванович      | Сільський голова, 1950 року народження, освіта незакінчена вища, член Партії регіонів | 31.10.2010   | 09.09.2012      |
| Труба Володимир Михайлович  | Сільський голова, 1968 року народження, член Партії регіонів                          | 09.09.2012   |                 |

Примітка: таблиця складена за даними сайту Верховної Ради України

### Депутати
За результатами місцевих виборів 2010 року депутатами ради стали:

#### За суб'єктами висування
| Суб'єкт висування                 | Кількість обраних депутатів | %    |
| --------------------------------- | --------------------------- | ---- |
| Партія регіонів                   | 10                          | 83,3 |
| Політична партія «Сильна Україна» | 2                           | 16,7 |

#### За округами
| № округу                          | Прізвище, ім'я, по батькові     | Дата визнання обраним | Освіта             | Партійна приналежність                  | Відомості про обраного депутата                        |
| --------------------------------- | ------------------------------- | --------------------- | ------------------ | --------------------------------------- | ------------------------------------------------------ |
| Партія регіонів                   |                                 |                       |                    |                                         |                                                        |
| 1                                 | Кошіль Валентина Володимирівна  | 03.11.2010            | вища               | позапартійна                            | Пекарівська сільська рада, секретар                    |
| 2                                 | Петришина Валентина Іванівна    | 03.11.2010            | вища               | член Партії регіонів                    | Пекарівське відділення зв'язку, завідувачка відділення |
| 3                                 | Петришина Антоніна Петрівна     | 03.11.2010            | вища               | позапартійна                            | Сосницький територіальний центр, соціальний робітник   |
| 4                                 | Кривоніс Наталія Григорівна     | 03.11.2010            | вища               | член Партії регіонів                    | Пекарівська сільська рада, головний бухгалтер          |
| 5                                 | Годун Анатолій Юхимович         | 03.11.2010            | вища               | позапартійний                           | ФГ «Швед М. Д.», обліковець-заправник                  |
| 7                                 | Дудко Сергій Борисович          | 03.11.2010            | вища               | позапартійний                           | приватний підприємець, поромщик                        |
| 9                                 | Кулик Наталія Петрівна          | 03.11.2010            | вища               | позапартійна                            | Пекарівська загальноосвітня школа І-ІІ ст., вчитель    |
| 10                                | Радченко Наталія Михайлівна     | 03.11.2010            | вища               | позапартійна                            | Кнутівське відділення зв'язку, завідувачка відділення  |
| 11                                | Кондратенко Світлана Михайлівна | 03.11.2010            | середня            | позапартійна                            | Кнутівське відділення зв'язку, листоноша               |
| 12                                | Горбонос Любов Олександрівна    | 03.11.2010            | середня            | позапартійна                            | СТОВ ім. В.Панченка, обліковець                        |
| Політична партія «Сильна Україна» |                                 |                       |                    |                                         |                                                        |
| 6                                 | Притика Сергій Михайлович       | 03.11.2010            | середня спеціальна | член Політичної партії «Сильна Україна» | тимчасово не працює                                    |
| 8                                 | Горбонос Валентина Михайлівна   | 03.11.2010            | вища               | член Політичної партії «Сильна Україна» | СТОВ ім. В.Панченка, бухгалтер                         |